# 62 (nombre)
« Soixante-deux » redirige ici. Pour l'année, voir 62.
Le nombre 62 (soixante-deux) est l'entier naturel qui suit 61 et qui précède 63.

## En mathématiques
Le nombre 62 est :
- un nombre composé qui est divisible par 2 et 31,
- un nombre deux fois brésilien car 62 = 2225 = 2230,
- un nombre nontotient car il ne peut pas s'écrire sous forme φ(x) où φ est l'indicatrice d'Euler (fonction totient en anglais).

## Dans d'autres domaines
Le nombre 62 est aussi :
- L'indicatif téléphonique international pour appeler l'Indonésie.
- Le numéro atomique du samarium, un lanthanide.
- le numéro de la sourate Al-Jumua dans le Coran.
- Le nombre immuable de pages d'un album de Tintin, la bande dessinée d'Hergé.
- Le n° du département français du Pas-de-Calais.
- La Maybach 62 est une voiture de luxe.
- Années historiques : -62, 62 ou 1962.
- Ligne 62